# Junji Sato
Junji Sato (佐藤 淳志 Sato Junji?), född 4 februari 1975 i Yamagata prefektur, är en japansk före detta fotbollsspelare.
Sato började sin karriär i Montedio Yamagata. Han avslutade karriären 2001.